# 食客 (電影)
《食客》（：／），是一部2007年上映的韓國電影。改編自漫畫家許英萬在《東亞日報》上所連載的美食漫畫。
因電影版劇情涉及日本侵略朝鮮的歷史，日本片商曾要求剪片後方能在日本上映；但因韓國製片者不同意，本片最終未能在日本上映。

## 劇情概要
韓國高級餐廳『雲岩亭』選拔接班大廚，旗下眾多弟子無不使出全身解數，以求獲得評審青睞。一番激烈競爭後，雲岩亭旗下猛將盛燦與歐峰洙脫穎而出，同時進入決賽。 
決賽當日，兩人以河豚料理同場競技，評審卻在試吃盛燦作品後突然中了河豚毒，大受打擊的他於是默默退出比賽、離開了雲岩亭.... 
多年後，一名日人將廚師界獨一無二的歷史文物：朝鮮王朝御廚「待令熟手」遺留下來的菜刀，無條件的送還韓國，且遴選最有資格擁有該文物且廚技高超的廚師，因而舉行一場廚技大賽。在好友珍秀的鼓勵下，盛燦走出陰霾且決定參賽，而早已成為大人物的歐峰洙，不忘舊仇再三阻撓盛燦晉級。終將引發一場情況不堪目睹的鬥爭。

## 演員陣容
- 金剛 飾 盛燦
- 林元熙 飾 歐峰洙
- 李荷娜 飾 珍秀
- 鄭殷杓 飾
- 金相浩
- 鄭　真
- 安吉強
- 李敏豪 飾 少年盛燦
- 權性勳 飾 少年峰洙

### 特別出演
- 朴吉秀
- 許英萬

## 外部連結
- IMDb資料 （页面存档备份，存于）